# Басма бінт Сауд
Басма бінт Сауд бін Абдулазіз Аль Сауд (араб. بسمة بنت سعود بن عبد العزيز آل سعود нар. 1 березня 1964) — саудівська принцеса, підприємиця і правозахисниця, феміністка, представниця династії Саудитів.

## Біографія
Басма бінт Сауд народилася 1 березня 1964 року 115-ю і наймолодшою дитиною короля Сауда. Її мати, Джаміля Мерхі, родом з Сирії, була обрана дружиною короля Саудівської Аравії під час її хаджу до Мекки.
Басма народилася наприкінці правління батька і бачила його лише двічі, коли їй було п'ять. Мати забрала Басму із собою, перебравшись до ліванської столиці Бейрута. Коли в 1975 році в Лівані спалахнула громадянська війна, сім'я втекла до Великої Британії.
У Бейруті Басма відвідувала французьку школу. У Великій Британії навчалася у гартфордширській школі для дівчаток та коледжі в Лондоні. Потім провела два роки, здобуючи освіту у Швейцарії. Вивчала медицину, психологію та англійську літературу у Бейрутському арабському університеті.
У 1988 році принцеса Басма вступила в шлюб з Шуджем бін Намі бін Шахіном Аль Шарифом, представником родини Аль-Шариф, а в 2007 році вони розлучилися. Басма народила п'ятьох дітей: Сауда, Сару, Самахір, Сухуд та Ахмада .

## Діяльність та погляди
Після розлучення Басма бінт Сауд відкрила мережу ресторанів у Саудівській Аравії, плануючи розширити її за рахунок відкриття закладів у Великій Британії. У 2008 році заснувала медіакомпанію Media Ecco.
Басма бінт Сауд — поміркована прибічниця реформування Саудівської Аравії, активна учасниця різних соціальних інститутів та правозахисних організацій. Висловлювалась в арабських та міжнародних ЗМІ, писала статті про важкі умови життя саудівців, особливо жінок. Проте її критика не була звернена безпосередньо до королівської сім'ї, а стосувалася переважно губернаторів та інших чиновників ненайвищого рівня.

#### Затримання та звільнення
У лютому 2019 року разом із дочкою Сухуд була заарештована в Саудівській Аравії з невідомих причин. Принцеса збиралася залишити країну на лікування за кордоном. Про її долю довго не було нічого відомо. Вважалося, що причина її арешту — політичні погляди.
Після майже 3 років ув'язнення принцесу та її доньку у січні 2022 року звільнили.